# Yokoyama Satoshi
Satoshi Yokoyama (sinh ngày 4 tháng 2 năm 1980) là một cầu thủ bóng đá người Nhật Bản.

## Sự nghiệp câu lạc bộ
Satoshi Yokoyama đã từng chơi cho Omiya Ardija, Shonan Bellmare, Tochigi SC và Blaublitz Akita.